# Én, Eloise (televíziós sorozat)
Az Én, Eloise (eredeti cím: Me, Eloise) 2006-ban futott amerikai televíziós flash animációs sorozat, amely Kay Thompson regénye alapján készült. Az alkotója Hilary Knight, az írói Steven Goldman és Ken Lipman, a rendezője Wesley Archer, a zeneszerzője Megan Cavallari, a producere Malisa Caroselli. A tévéfilmsorozat a Film Roman Productions, a Anchor Bay Entertainment és a HandMade Films gyártásában készült, a IDT Entertainment forgalmazásában jelent meg. Műfaját tekintve filmvígjáték-sorozat. Az animációs sorozat alapján két film is készült, valós díszletekkel és élőszereplőkkel. Amerikában a Starz Kids & Family vetítette, Magyarországon a Minimax sugározta.

## Ismertető
A főszereplő, egy elkényeztetett, cserfes kislány, akinek neve Eloise. Dadájával együtt él a New York-i ötcsillagos Plaza Hotel legcsillogóbb lakosztályában. Eloise a Plaza Hotel réme. A személyzetet és az igazgatót, már több mint hat éve rettegésben tartja.

## Szereplők
| Szereplő            | Eredeti hang  | Magyar hang | Megjegyzés                                     |
| ------------------- | ------------- | ----------- | ---------------------------------------------- |
| Eloise              | Mary Mouser   | ?           | Elkényeztetett, és meglehetősen pimasz kislány |
| Miss Thornton       | Kathleen Gati | ?           |                                                |
| Diamond Jim Johnson | Brad Garrett  | ?           |                                                |
| Mr. Salamone        | Tim Curry     | ?           | A szálloda vezetője                            |
| Dadus               | Lynn Redgrave | ?           | Eloise dadusa                                  |
| Bill                | Rob Paulsen   | ?           | Szállodai alkalmazott, Eloise barátja          |

## Epizódok
1. ? (Me, Eloise (Part 1))
2. ? (Me, Eloise (Part 2))
3. ? (Eloise Goes to School (Part 1))
4. ? (Eloise Goes to School (Part 2))
5. ? (Eloise Goes to Hollywood (Part 1))
6. ? (Eloise Goes to Hollywood (Part 2))
7. ? (Eloise's Rawther Unusual Halloween (Part 1))
8. ? (Eloise's Rawther Unusual Halloween (Part 2))
9. ? (Eloise in Springtime (Part 1))
10. ? (Eloise in Springtime (Part 2))
11. ? (Little Miss Christmas (Part 1))
12. ? (Little Miss Christmas (Part 2))
13. ? (Little Miss Christmas (Part 3))